# Saint-Cyprien, Loire
Saint-Cyprien är en kommun i departementet Loire i regionen Auvergne-Rhône-Alpes i centrala Frankrike. Kommunen ligger i kantonen Saint-Just-Saint-Rambert som tillhör arrondissementet Montbrison. År 2022 hade Saint-Cyprien 2 428 invånare.

## Befolkningsutveckling
Antalet invånare i kommunen Saint-Cyprien
| Referens: INSEE |